# Rail Baltica
A Rail Baltica az Európai Unió TEN-T programjának 27. számú kiemelt projektje. A Varsó – Kaunas – Riga – Tallinn – Helsinki közötti tervezett emelt sebességű vasúti összeköttetés öt tagállamot – Lengyelország, Litvánia, Lettország, Észtország és Finnország – érint. Ez az egyetlen vasúti kapcsolat a három balti ország felől Lengyelország és az EU többi része felé. Északon vasúti komp biztosít összeköttetést a Finn-öböl túlpartján fekvő Helsinkivel. (Később az útvonal része lehet az esetleges Helsinki–Tallinn-alagút is.)
A vonal különböző területeket érint: városokat mint Białystok, Kaunas és Riga, illetve vidéki területeket mint az északkelet-lengyelországi Podlasiei vajdaság, valamint Litvánia déli, Lettország északi és Észtország déli része. A Rail Baltica három jelentős balti-tengeri kikötőt (Helsinki, Tallinn, Riga) is érint, illetve rövid vasúti kapcsolata van egy negyedik (Klaipėda) felé is.

## Történelem
A fejlesztés megkezdése előtt a legrövidebb vasúti útvonal Tallinn és Varsó között 1200 km hosszú volt. Számos, eltérő jellemzőkkel rendelkező szakasz váltja egymást: egy- és kétvágányú, villamosított és nem villamosított szakaszok (a legtöbb azonban egyvágányú nem villamosított). Lengyelországban, valamint Litvániában a lengyel határtól Mockaváig (22 km) normál nyomtávú (1435 mm) volt a pálya. Innen Šeštokaiig (további 32 km) háromsínes, egyszerre kétféle nyomtávolságú (1435 mm és 1520 mm) pálya vezetett, onnan pedig kizárólag 1520 mm-es nyomtávú a pálya.

### Tervezés
Korábbi tervek többféle változattal számoltak: a normál nyomtávú pályát Kaunasig építették volna ki mindenképpen, ahonnan az eredeti elképzelések szerint a meglévő széles nyomtávú pálya került volna felújításra a költségek kordában tartása érdekében, és hosszabb távon jött volna létre egy normál nyomtávú, nagysebességű kapcsolat a három balti állam között. A projekt végül egy végig normál nyomtávú kapcsolatot tartalmaz.

### Rail Baltica I
Az első, a lengyel határtól Kaunasig tartó 119 km-es szakaszt 2015. október 16-án adta át Algirdas Butkevičius litván miniszterelnök és Violeta Bulc európai közlekedési biztos. A 380 millió euró költségű, Rail Baltica I néven ismert beruházás három szakaszból állt. Korszerűsítették a határ és Mockava közötti meglévő normál nyomtávú pályát, valamint innen Šeštokaiig a háromsínes (egyszerre kétféle, 1435 mm és 1520 mm nyomtávolságú) pályát. Šeštokai és Kaunas között teljesen felújították a meglévő 1520 mm-es nyomtávú pályát, és mellette párhuzamosan egy új normál nyomtávú vágányt építettek peronokkal Marijampolė, Kazlų Rūda és Kaunas állomásokon. Kaunas előtt egy hídon vezet át a vonal, ott a kétvágányú széles nyomtávú pályát alakították át egy-egy széles és normál nyomtávú vágánnyá.

### Rail Baltica II
A balti államok területére 728 km hosszú kétvágányú, villamosított szakasz kiépítése esik, melynek teljes költséget 3,68 milliárd euróra becsülik. A vonalon vegyes (személy- és teher-) forgalom lesz; a tervek szerint két óránként 240 km/órás sebességgel közlekedő vonatok négy óra alatt teszik meg az utat Tallinntól a lengyel határig.
A megvalósításra Litvánia, Lettország és Észtország RB Rail néven vegyes vállalatot hoz létre rigai központtal, melyben egyenlő arányban lesznek tulajdonosok a három ország projektért felelős cégei. Az erről szóló szerződést 2014. október 28-án írták alá a három ország közlekedésért felelős miniszterei. 2015 februárjában nyújthatják be a kérvényt az Európai Bizottsághoz, mely alapján az dönthet a projekt 85%-os társfinanszírozásáról. A részletes tervezés ebben az esetben 2016-ban kezdődhet és 2019-ig tarthat a területszerzéssel együtt, az építésre pedig 2019–2025 között kerülhet sor.

## Pálya

### Białystok – Lengyel–litván határ
A Białystoktól a lengyel–litván határig tartó vonalszakasz rossz állapotban van, helyenként 30 km/h-s lassújelekkel.

### Lengyel–litván határ – Kaunas

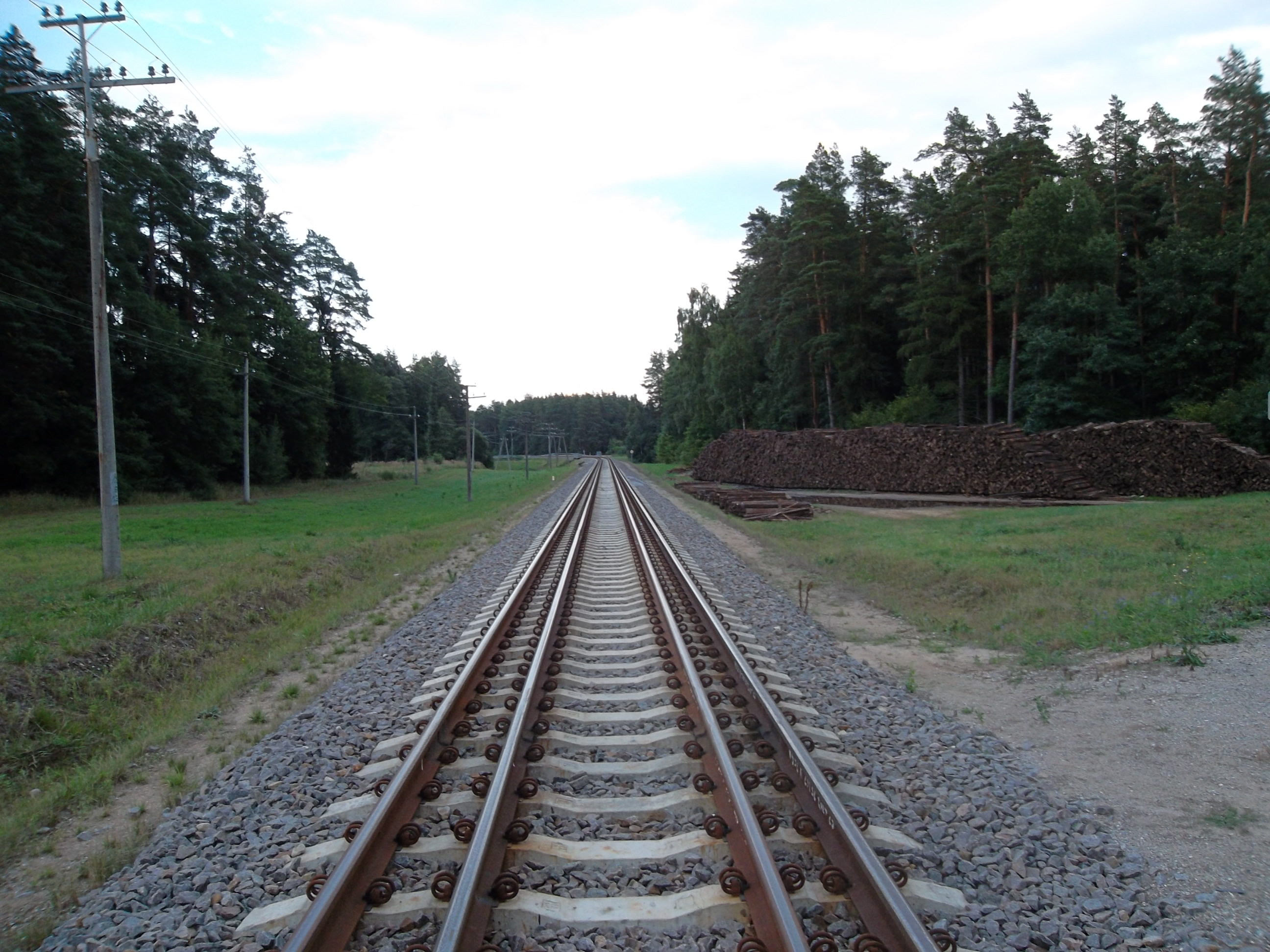
Négysínes (kettős nyomtávú) pálya Mockava és Šeštokai között

A lengyel–litván határ és Mockava közötti 19 km-es szakaszon korszerűsített normál nyomtávú pálya található. Innen Šeštokaiig 7 km-en szintén korszerűsített négysínes (egyszerre kétféle, 1435 mm és 1520 mm nyomtávolságú) pálya vezet. Šeštokai és Kaunas között 93 km-en két vágány van: egy teljesen felújított 1520 mm-es nyomtávú és egy újonnan épített normál nyomtávú peronokkal Marijampolė, Kazlų Rūda és Kaunas állomásokon. Kaunas előtt egy hídon vezet át a vonal, ott a kétvágányú széles nyomtávú pályát alakították át egy-egy széles és normál nyomtávú vágánnyá.
A korszerűsített és új vonalszakaszokon a személyszállító vonatok 120 km/h, a tehervonatok 80 km/h sebességgel közlekedhetnek.

## Forgalom
A 2015. decemberi menetrendváltástól a PKP Intercity Varsó és Suwałki között közlekedő TLK Hańcza nevű járatát meghosszabbítja Litvániáig, bár az előzetes tervek szerint Mockavában át kell majd szállni az LG széles nyomtávú pályán közlekedő járatára.